# 101st Air Refueling Wing
La 101st Air Refueling Wing (101 ARW) est une unité de la Garde nationale aérienne du Maine (en), stationnée sur la Bangor Air National Guard Base (en). S'il est activé au service fédéral avec l'United States Air Force, le 101 ARW est géré par l'Air Mobility Command (AMC).

## Unités
À la fin des années 2010, la wing se compose des unités principales suivantes :
- 101st Operations Group

132d Air Refueling Squadron (en) (KC-135R)
- 101st Maintenance Group
- 101st Mission Support Group
- 101st Medical Group

## Lignée

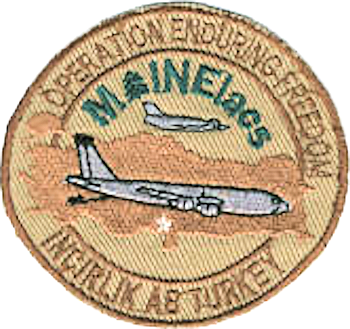
Patch de l'opération Enduring Freedom

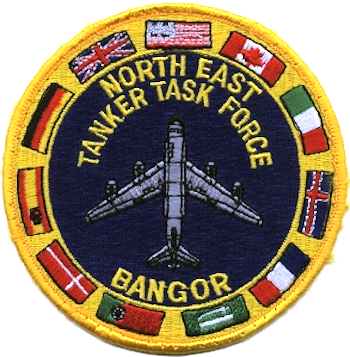
Patch de la North East Tanker Task Force

- Créée sous le nom de 101st Fighter Wing en octobre 1950

Activée le 25 octobre 1950
Fédéralisée et passée en service actif le 1er février 1951
- Renommée 101st Fighter-Interceptor Wing le 10 février 1951[1]

Mise en sommeil le 6 février 1952
- Libérée du service actif et retournée au contrôle de l'État du Maine le 1er novembre 1952

Activée et reconnue au niveau fédéral le 1er novembre 1952
- Renommée 101st Air Defense Wing le 14 avril 1956
- Renommée 101st Fighter-Interceptor Wing le 10 juin 1972
- Renommée 101st Air Refueling Wing le 1er juillet 1976

## Gestion
- Maine Air National Guard (en), 25 octobre 1950
- Eastern Air Defense Force (en), 10 février 1951[1]
- Western Air Defense Force (en), 2 août 1951-6 février 1952[1]
- Maine Air National Guard, depuis le 1er novembre 1952

Commandements
Air Defense Command (plus tard Aerospace Defense Command), 1er novembre 1952
Strategic Air Command, 1er juillet 1976
Air Combat Command, 1er juin 1992
Air Mobility Command, depuis le 1er juin 1993

## Composantes
- 101st Fighter-Interceptor Group (plus tard 101st Fighter Group), 10 février 1951 - 6 février 1952; 1er novembre 1952 - 30 avril 1954, 1er juin 1954 - 31 mars 1956, 15 avril 1956 - 1er septembre 1960[2]
- 101st Fighter Group (plus tard 101st Fighter-Interceptor Group, 101st Air Refueling Group, 101st Operations Group), 1er septembre 1960 - 31 mars 1976, depuis le 16 mars 1992
- 158th Fighter Group (en) (Air Defense), 15 avril 1956 - 1er juillet 1960

132d Fighter Squadron (en) (plus tard 132d Fighter-Interceptor Squadron, 132d Air Refueling Squadron), depuis le 31 March 1976

## Bases
- Dow Air Force Base (en), Maine, 25 octobre 1950[1]
- Grenier Air Force Base, New Hampshire, 23 avril 1951[1]
- Larson Air Force Base, Washington, 2 août 1951 - 6 février 1952[1]
- Dow Air Force Base (plus tard Bangor International Airport, Bangor Air National Guard Base), depuis le 1er novembre 1952

## Appareils
- F-80C Shooting Star, 1950 - 1952
- F-86F Sabre 1952 - 1955
- F-94A Starfire, 1955 - 1957
- F-89D Scorpion, 1957 - 1959
- F-89J Scorpion, 1959 - 1969
- F-102A Delta Dagger 1959
- F-101B Voodoo 1969 - 1976
- KC-135A Stratotanker, 1976 - 1984
- KC-135E Stratotanker, 1984 - 2007
- KC-135R Stratotanker, depuis 2007